# 5750 Kandatai
5750 Kandatai (1991 GG1) là một tiểu hành tinh vành đai chính được phát hiện ngày 11 tháng 4 năm 1991 bởi Takahashi và Watanabe ở Kitami.